# Valerij Jaremtsjenko
Valerij Jaremtsjenko (Oekraïens: Валерій Яремченко) (Kryvy Rih, 15 augustus 1947) is een Oekraïens voetbalcoach. Hij vertegenwoordigde als speler en in het begin van zijn trainerscarrière nog de Sovjet-Unie. Voor het uiteenvallen van de Sovjet-Unie werd zijn naam steevast in het Russisch geschreven, Valeri Jaremtsjenko.

## Biografie
Jaremtsjenko begon zijn carrière bij Krivbass Kryvy Rih en maakte vandaaruit een overstap naar Sjachtar Donetsk, waarvoor hij de rest van zijn carrière speelde. Na zijn spelerscarrière werd hij trainer. 